# Realismus a nominalismus
Realismus a nominalismus je středověké označení pro dvě obecné tendence, pro jednu ze základních polarit lidského myšlení, jež se týká vztahu mezi obecným a zvláštním, společným a jednotlivým, univerzálním a individuálním. Spor těchto dvou stanovisek se často nazývá spor o univerzálie.
- Krajní realismus soudí, že skutečně „jsou“ jen obecniny čili univerzálie (například člověk, strom nebo kružnice), neboť jen ty jsou trvalé a neměnné, lze je pojmenovat a poznávat, kdežto jednotlivé je od nich odvozené, vždy nahodilé, pomíjející a proměnlivé.
- Krajní nominalismus naopak soudí, že „jest“ jen jednotlivé, neboť jen s jednotlivým lze udělat přímou zkušenost, ukázat na ně a přesně je popsat či změřit, kdežto domnělé obecniny vznikají až dodatečně (po věcech, lat. post res) a jsou to jen slova či jména (lat. nomina, odtud nominalismus), jimž žádná samostatná skutečnost neodpovídá.
- Kompromisní stanovisko, někdy nazývané konceptualismus, uznává nezbytnost obecných pojmů (konceptů) pro třídy předmětů, nepřikládá jim však samostatné bytí.

Mnozí kritikové soudili a soudí, že spor je ve skutečnosti jazykový a že jde jen o to, zda obecným pojmům přisuzujeme bytí anebo ne. Nicméně tisíciletá historie sporu a fakt, že se znovu a znovu vynořuje pod různými názvy, stejně jako důsledky, k nimž tyto postoje vedou, svědčí spíš o tom, že se jedná o hluboký rozdíl v nahlížení a chápání světa i lidské zkušenosti. Je to ovšem rozdíl polární, neboť jedno ani druhé stanovisko nelze zcela potlačit, takže se jednotlivé školy a jednotliví myslitelé vyznačují tím, nakolik zdůrazňují jednu či druhou stránku.
Krajní pozice vedou k absurdním a politicky dokonce nebezpečným důsledkům: krajní realismus lze využít k obhajobě autoritativního státu a totality, krajní nominalismus může vést k anomii, rozkladu společnosti (Émile Durkheim). Realismus je ve filosofii často spojen s racionalismem (Platón, Descartes, Leibniz a další), nominalismus s empirismem a skepsí (George Berkeley, David Hume, existencialismus).

## Historie
Platónova filosofie má blízko ke krajnímu realismu: pravé bytí je vyhrazeno věčným, neměnným idejím, na nichž se jednotlivá jsoucna pouze podílejí (řec. methexis). Pravé poznání je vždy poznáním ideje, kdežto zkušenost s jednotlivým je pouhé zdání. Tento postoj souvisí s Platónovým vysokým oceněním geometrie a matematiky i s jeho autoritativním pojetím společnosti. Aristotelovo myšlení, daleko více založené na pozorování a zkušenosti, tento realismus neopouští, ale výrazně oslabuje: idea patří každé samostatné podstatě či esenci. Aristotelés věnuje také větší pozornost jazyku, logice a třídění jednotlivých zkušeností pomocí kategorií.
Za předchůdce nominalismu se někdy pokládá Hérakleitovo „Nevstoupíš dvakrát do téže řeky“, jiné zlomky jsou ale zřetelně „realistické“. Podle Problem of universals je postoj Gautama Buddhy nominalistický. Nominalismus vznikl ve středověké scholastice, v souvislosti s kritikou poznání, budováním přesných pojmů a s objevem rozporů mezi autoritami u Roscelina z Compiègne, významně jej rozvinul William Occam. Umírněný konceptualismus se připisuje Pierre Abélardovi.
V novověké filosofii se spor přenáší hlavně do otázky po poměru smyslové zkušenosti a rozumu. Zejména angličtí sensualisté se opírají o scholastickou zásadu „ze smyslů začíná lidské poznání“, naproti tomu Descartes, Leibniz, Spinoza i Kant hájí rozumové poznání apriori (tj. „předem“), nezávislé na smyslové zkušenosti, jak je běžné třeba v matematice a geometrii. Podle Kanta dokonce smyslové poznání samo závisí na apriorních formách prostoru a času, které ze zkušenosti vzniknout nemohly, neboť jsou naopak podmínkou každé smyslové zkušenosti.

## Realismus a nominalismus dnes
Spor těchto dvou postojů trvá pod různými jmény dodnes. Tak se dnes většinou domníváme, že skutečné jsou jen „konkrétní“ či jednotlivé, hmatatelné a vykazatelné věci a existencialismus 20. století představu „obecného“ u člověka přímo odmítl. Na druhé straně ale předmětem empirické vědy mohou být jen celé třídy „stejných“ věcí – bakterií, psů nebo mlhovin. Také současná genetika se svým důrazem na dědičnou informaci (genom) stojí spíš na stanovisku realistickém: jednotlivý organismus je jen „vehikl“ pro „sobecký gen“ (Richard Dawkins).
Logický positivismus a filosofie jazyka 20. století, vycházející z nominalistické tradice, poukazují na to, že problém je spíše jazykový: zdánlivé „obecniny“ jsou ve skutečnosti souhrnné pojmy pro třídy předmětů a samy žádná jsoucna nepředstavují. Jenže i zdánlivé označení jednotlivého – například „pan X. Y, narozený 1. 1. 2000“ – je ve skutečnosti souhrnný pojem pro množství jednotlivých a často velmi rozmanitých zkušeností. Znamená někdejší novorozeně, současné dítě, bude možná jednou znamenat studenta, manžela, řidiče autobusu, penzistu a další a další. V jakém smyslu je to „jednotlivina“? Na druhé straně rostliny i živočichové se reprodukují tak, že ze žaludů vyrostou duby a z pulců se vylíhnou žáby téhož druhu, jako byli jejich rodiče. Co je potom spíše jsoucí: jednotlivý dub či žába, anebo jejich více méně trvalé druhy a rody?

## Společenské důsledky
Spor realismu s nominalismem má významné důsledky i pro chápání společnosti a politiky. Tak realisté trvají například na tom, že společnost potřebuje autoritu a obecné zákony a člověku jako takovému patří jistá práva prostě jen proto, že je člověk. Naopak nominalisté zdůrazňují spíš volnou hru jednotlivých zájmů, jejichž konflikty se řeší jednáním, smlouvami nebo na trhu. Realisté zdůrazňují obecné zájmy bezpečí, spravedlnosti a práva, kdežto pro krajní nominalisty existují jen dílčí, partikulární zájmy svobodných jednotlivců a skupin.
Přitom ovšem jedni i druzí na něco zapomínají. Realisté, kteří zdůrazňují obecné a společné, snadno zapomenou, že člověk žije především svůj vlastní život a má tedy své individuální zájmy, které se nedají shrnout do obecného dobra. Nominalisté obvykle přehlížejí, že smlouva je možná jen tam, kde se lze spolehnout na vymahatelnost práva a trh jen tam, kde společnost zaručuje bezpečí osob a majetku.
Jedno tedy zřejmě nemůže být bez druhého a společnosti se řídí starým řeckým μηδέν άγαν „ničeho příliš“: obě krajnosti vedou ke špatným koncům a společnost si musí hledat zlatý střed, který je ovšem věcí neustálého vyjednávání a opravování.

## Realismus a nominalismus v sociologii
Jednou z příčin nejednoznačnosti předmětu sociologie jsou dvě odlišná ontologická východiska vymezování charakteru sociální reality, a to jsou sociologický realismus (bývá spojován s pozitivismem) a sociologický nominalismus (který je spojován s anti-pozitivismem).
Sociologové-realisté zkoumají společnost z vnějšku, což znamená, že společenské skupiny a společnosti "existují nadindividuálně, jako svébytná a na individua neredukovatelná jsoucna." Podle realistické teorie lidé vytvářejí svůj svět z původního materiálu, který už je v daném světě k dispozici, a pracuje s ním podle pravidel, která určuje daná společnost. Sociologický realismus tak nedává příliš prostor svobodě a kreativitě jednotlivců, kteří existují nezávisle na sociální realitě. Realistická teorie popisuje vztah příčiny a důsledku jevů, jinak řečeno je hlavním cílem vysvětlení fungování společnosti. Hlavní roli ve vztahu společnost-jedinec z tohoto hlediska hraje společnost, a proto bytí (to, jak lidé jsou) předchází vědomí (to, jak lidé myslí). Podle sociologického realismu je teorie zrcadlem, které odráží skutečnost. Nejvýznamnějšími zástupci tohoto sociologického východiska byli Émile Durkheim a zástupci francouzské sociologie. Do sociologického realismu patří například fenomenologická sociologie, která analyzuje a zkoumá jevy v daných strukturách, nebo konsensuální sociologie, jež se zabývá společností jakožto systémem vzájemně propojených prvků.
Druhé východisko pohledu na sociální realitu je sociologický nominalismus. Výchozí představa při zkoumání sociální reality je zde protikladná v porovnání se sociologickým realismem. Dle sociologického nominalismu je to právě individuální jednání, které vytváří společnost. Každý člověk má ve své hlavě určitá stanoviska, díky kterým do společnosti vnáší řád a pravidla. Sociologie by se podle této teorie měla zabývat takovým chováním, které má smysl a kterým je brán ohled na jiné lidi. Lidé dávají význam věcem, jevům a ostatním lidem, s jimiž se ve svém životě setkávají tím, že je hodnotí na základě svých vlastních hodnot. Zatímco sociologický realismus se snaží společnost popsat a vysvětlit, sociologický nominalismus chce také pochopit její význam, smysl a hodnoty. Ve vztahu jedinec-společnost hraje klíčovou roli jedinec. Na rozdíl od sociologického realismu v této teorii nezáleží na tom, z jakých materiálů lidé vytváří svůj svět. Sociologický nominalismus nechává člověku prostor pro kreativitu a svobodu. Teorie je podle nominalismu pouhým nástrojem, kterým bychom mohli být schopni pochopit skutečnost. Toto sociologické východisko je spojeno například se jménem Maxe Webera - významného německého sociologa a dnes z něj vycházejí spíše američtí než evropští sociologové. K sociologickému nominalismu patří například interakcionismus, dle kterého sociální realita není přesně daná a vnucovaná lidem, ale jedinci tuto realitu mohou přetvářet a přizpůsobovat si ji během procesu interakce.

### Realismus (vysvětlení) a nominalismus (porozumění)
Sociologové se často neřídí jenom jedním z těchto teoretických východisek, nýbrž používají obě. Rozdíly mezi nimi spočívají také v odlišných cílech a výzkumných metodách. Hlavním cílem realistů je zpracování teorie, která by popsala a vysvětlila realitu, kdežto u nominalistů teorie slouží jenom jako prostředek k pochopení reality. Pro sociologa-nominalistu je důležité především odhalit významy, hodnoty a smysl, pomocí kterých lidé vytvářejí sociální realitu, tj. porozumět dané realitě a poté ji i popsat.

## Realismus a nominalismus v objektovém programování
V objektovém paradigmatu programovací jazyky reflektují tyto mezní přístupy:
- Třídy představují univerzálie - třídy jsou vlastně Platónovy ideje
- Objekty představují to jednotlivé

Objektové jazyky, které mají třídy, např. Java, C++, modelují svět realisticky:
- objekt lze vytvořit pouze jakožto instanci třídy - třída je vlastně zodpovědná za výrobu "svých" objektů
- třídy mají svoji vlastní existenci v paměti počítače
- s třídami lze manipulovat jakožto s objekty
- u objektu má smysl mluvit o jeho typu, kterým je třída, jejíž je instance
- židle s motorem se modeluje složitě (zároveň Nábytek a zároveň Vozidlo)

Jazyky bez tříd, např. JavaScript, modelují svět nominalisticky:
- objekt lze vytvořit bez třídy, pouze jako množinu atributů a jejich hodnot
- objekt je beztypový
- dva objekty lze považovat za "stejného typu" pokud mají stejné relevantní atributy - relevantní pro zrovna tu operaci, kterou nad objektem děláme
- židle s motorem je zcela "přirozená" a modeluje se jednoduše, s objektem zacházíme podle kontextu a vybíráme si, které atributy zrovna potřebujeme